# Albert-Einstein-Schule (Schwalbach am Taunus)

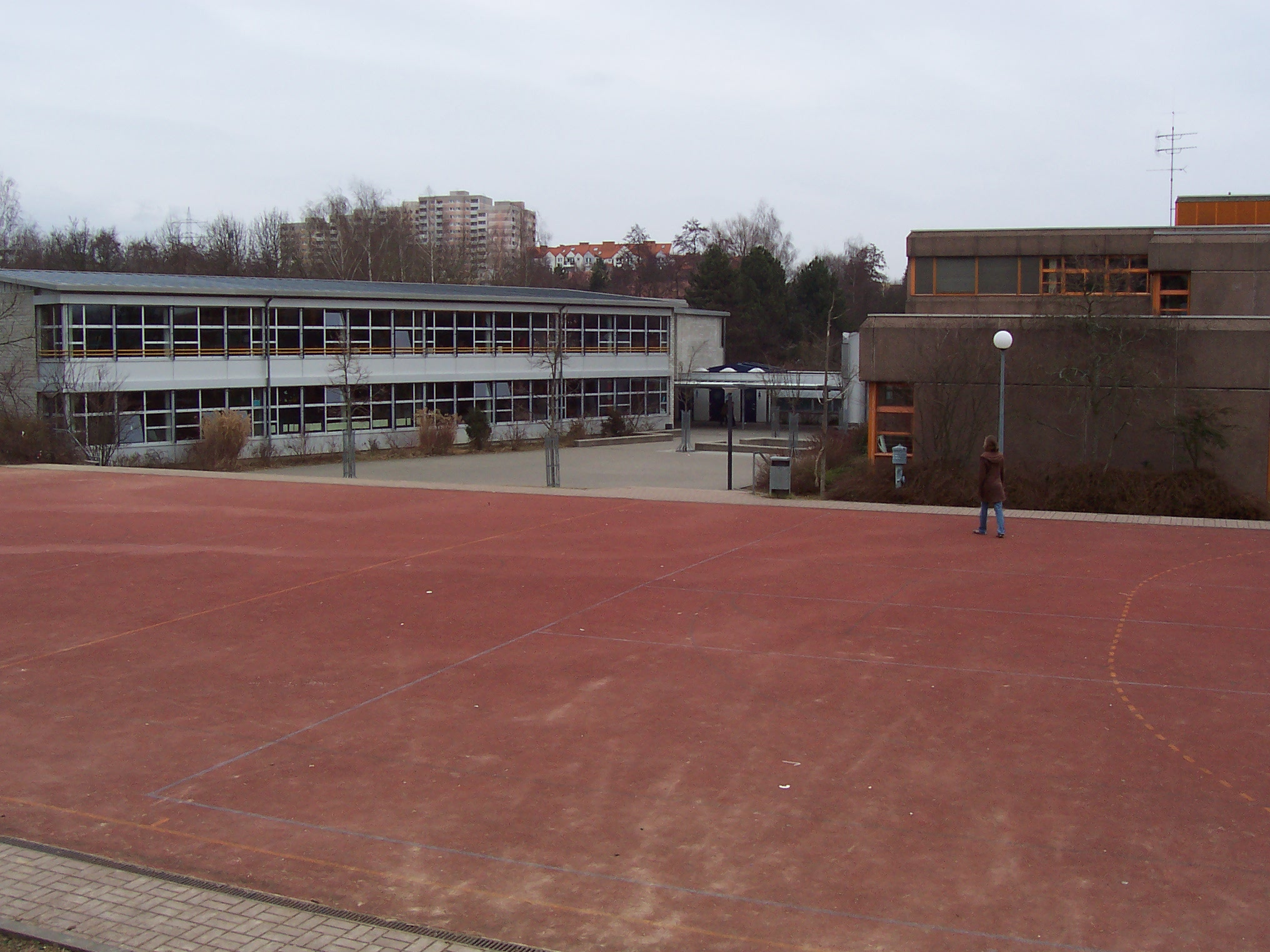
Pausenhof der Albert-Einstein-Schule (2006)

Die Albert-Einstein-Schule (früher: Eichwaldgymnasium, Gymnasiale Oberstufe Schwalbach) ist ein Gymnasium des Main-Taunus-Kreises. An der Schule unterrichten 139 Lehrer etwa 1600 Schüler (Stand Dezember 2021). Schulleiterin ist Anke Horn. Die Schule ist MINT-freundlich und besitzt ein Gentechniklabor.

## Geschichte
1965 begann der Unterricht in den Räumlichkeiten der Theodor-Heuss-Schule (heutige Grundschule) in Bad Soden am Taunus. Zwischenzeitlich fand der Unterricht in dem sogenannten Eichwaldgymnasium, in Sulzbach am Taunus statt. Das heutige Gebäude wurde 1978 mit einer Gymnasialen Oberstufe bezogen und die Schule als Gymnasiale Oberstufe Schwalbach (GOS) benannt. Schüler der Unter- und Mittelstufe wurden erst ab 1987 wieder eingeschult. Dafür wurde bis 1996 ein weiteres Gebäude für die 5. und 6. Klassen errichtet. Das Gebäude, des ehemaligen Eichwaldgymnasium wurde aufgegeben und als Mendelssohn-Bartholdy-Schule 2003 neu erbaut und wiedereröffnet.
1992 wurde die Schule in Albert-Einstein-Schule umbenannt. 2009 wurde ein weiteres Gebäude in Betrieb genommen. 2017 feierte die Schule ihr 50-jähriges Jubiläum. 2023 wurde die Schule in das Netzwerk Schule ohne Rassismus – Schule mit Courage aufgenommen, außerdem wurde ein weiteres Gebäude in Betrieb genommen.

## Bekannte Schüler
- Roland Koch (* 1958), Rechtsanwalt und ehemaliger Politiker (CDU), von 1999 bis 2010 hessischer Ministerpräsident; Abitur 1977[8]
- Nancy Faeser (* 1970), Juristin und Politikerin (SPD), von 2021 bis 2025 Bundesinnenministerin; Abitur 1990
- Jeton (bürgerlich: Jens Thorwächter); (* 1970), Jongleur; Abitur 1990
- Peyman Amin (* 1971), Booker und Modelagent
- Kathrin-Marén Enders (* 1975), Schauspielerin; Abitur 1994
- Sabine Hossenfelder (* 1976), Physikerin, Wissenschaftsjournalistin und Webvideoproduzentin; Abitur 1995
- Frank Füglein (* 1977), Jurist und Professor für Rechtswissenschaften; Abitur 1996
- Jennifer Sieglar (* 1983), Fernsehmoderatorin und Autorin; Abitur 2002
- Christopher Park (* 1987), Pianist; Abitur 2007

## Bekannte Lehrer
- Joachim Schulte (* 1954), bis 2019 Lehrer für Deutsch und Geschichte; Bürgerrechtler und Träger des Bundesverdienstkreuzes am Bande